# Куимтышор
Куимтышор (устар. Куимты-Шор) — река в России, протекает по Ямало-Ненецкому АО. Устье реки находится в 264 км по левому берегу реки Левая Хетта. Длина реки составляет 11 км.

## Данные водного реестра
По данным государственного водного реестра России относится к Нижнеобскому бассейновому округу, водохозяйственный участок реки — Надым. Речной бассейн реки — Надым.
Код объекта в государственном водном реестре — 15030000112115300049228.